# Liviu Croitoru
Liviu Croitoru (* 25. Mai 1987) ist ein moldauischer Sommerbiathlet in der Stilrichtung Crosslauf.
Liviu Croitoru erreichte eine erste gute internationale Platzierung im Rahmen des IBU-Sommercup 2009. In Predajná belegte er bei einem Sprint hinter Miroslav Matiaško und Luboš Schorný den dritten Platz und erreicht damit ein erstes internationales Podiumsresultat. Der Moldauer bestritt sein erstes Großereignis bei den Sommerbiathlon-Europameisterschaften 2009 in Nové Město na Moravě. Das Sprintrennen beendete er als 38. und Letzter, womit er die Qualifikation für das Massenstartrennen verpasste. Im Mixed-Staffelrennen wurde er an der Seite von Alexandra Camenșcic, Iuliana Tcaciova und Sergiu Balan Elfter. Es folgte die Teilnahme an den Sommerbiathlon-Weltmeisterschaften 2009 in Oberhof, wo Croitoru 45. des Sprints und 36. der Verfolgung wurde. Die Sommerbiathlon-Europameisterschaften 2010 in Osrblie brachten die Ränge 26 im Sprint, 22 in der Verfolgung und mit Camenșcic, Dimitria Ciobanu und Victor Pînzaru Rang neun in der Mixed-Staffel als Ergebnisse.